# OSOSS
Het programma OSOSS was een bundeling van activiteiten met als doel het informeren van overheidsorganisaties in Nederland over de mogelijkheden van opensourcesoftware en hen te stimuleren deze waar mogelijk toe te passen in hun informatiesystemen. OSOSS, van 2003 tot 2006, stond voor Open Standaarden en Open Source Software, opgevolgd door Open Source als Onderdeel van de Software Strategie (voor de overheid), periode 2006-2007.
Het programma OSOSS bood concrete ondersteuning in de vorm van voorlichting, kennisuitwisseling en instrumenten, waarmee elke overheidsorganisatie zelf open source software kan toepassen. Het programma werd uitgevoerd door Stichting ICTU in opdracht van het Ministerie van Binnenlandse Zaken en Koninkrijksrelaties en het Ministerie van Economische Zaken.
In 2008 werd OSOSS opgevolgd door het programma NOiV (Nederland Open in Verbinding), gebaseerd op een gelijknamig actieplan dat de staatssecretarissen van EZ (Frank Heemskerk) en van BZK (Ank Bijleveld) in 2007 in de Kamer hadden ingebracht.

## Belangrijke bijdragen
Tot de belangrijkste bijdragen aan de discussie omtrent de toepassing van open standaarden en open source software behoren:
Het informatieve boek Fabels en Feiten, waarin geruchten en waarheden omtrent open source software en proprietary software helder en inzichtelijk worden uiteengezet.
De handreiking voor het inkopen: Handreiking Verwerven van Software. Daarin wordt onder meer ingegaan op de juridische en inkooptechnische aspecten van de aankoop van software, zeker bij Europese aanbestedingen. Eindconclusie: als het gratis is (als download) hoeft het niet te worden aanbesteed.
Het Manifest van de Open Overheden. De bij dit manifest betrokken overheidsorganisaties, ofwel bij het opstellen dan wel door latere onderschrijving ervan, hechten in hun ICT strategie sterk aan de volgende vier elementen van openheid:
| Leveranciersonafhankelijkheid: Oplossingen kunnen door meer partijen worden onderhouden. Oplossingen kunnen op verschillende platforms werken.                                                              | Transparantie, controleerbaarheid en beheersbaarheid: De werking van oplossingen is inzichtelijk om te voldoen aan de wettelijke bepalingen van de WBP, om audits uit te voeren en voor controle op de informatiebeveiliging. |
| Interoperabiliteit: Pakketonafhankelijke koppelingen en open standaarden volgens de OSOSS definitie in toepassingsgebieden als tekstverwerker, middleware, mail, agenda en geografische informatiesystemen. | Digitale duurzaamheid: Oplossingen kunnen onderhouden worden door anderen dan eerste leverancier en er is ruimte voor latere innovatie. De gegevensopslag geschiedt in een toekomstvast formaat.                              |

Het programma OSOSS onderschrijft deze elementen als belangrijke eigenschappen om als gebruiker van systemen voldoende vrijheid te houden en om als overheid verantwoording af te kunnen leggen over beleid en uitvoering. De ‘open’ overheidsorganisaties vragen hun leveranciers met nadruk rekening te houden met deze wensen omdat zij altijd deel uitmaken van aanbestedingsprocedures, ook bij outsourcing. Het Manifest is ondertekend door meer dan 50 overheden (eind 2008) en wordt ook in andere Europese landen toegepast.

## Doelgroep
De activiteiten van het programma waren primair gericht op bestuurders en ICT-management van de gehele overheid en hun toeleveranciers. De resultaten zijn echter openbaar, zodat bijvoorbeeld ook het bedrijfsleven of burgers hiervan kunnen profiteren.